# 도쿠다이지 사네사다

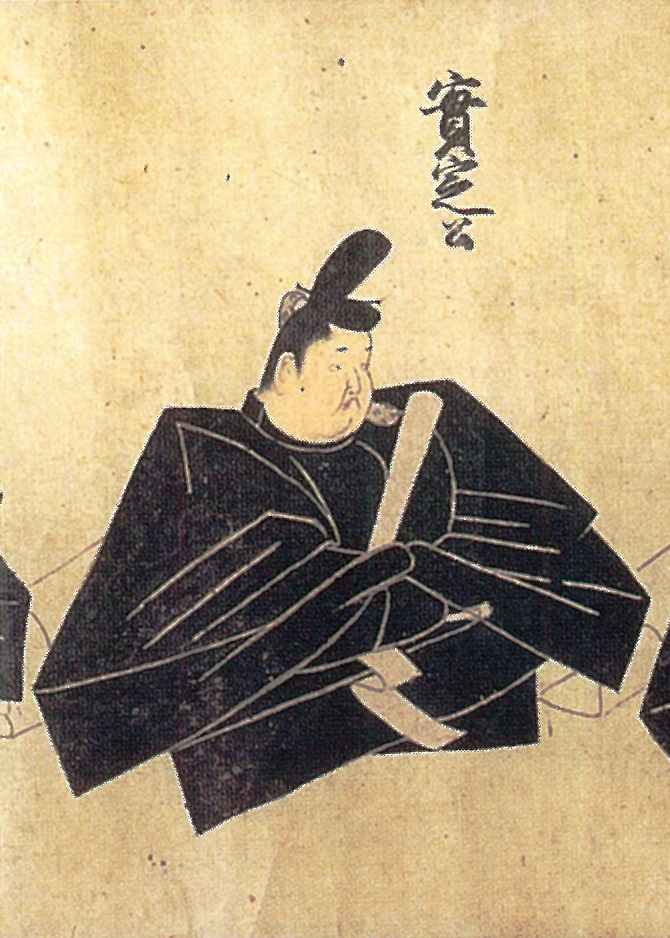
도쿠다이지 사네사다

도쿠다이지 사네사다(일본어: 徳大寺実定, 1139년 ~ 1192년)는 헤이안 시대 후기의 귀족, 시인이다. 통칭 후 도쿠다이지 좌대신. 도쿠다이지 긴요시의 장남이다.

## 와카
```
두견새 소리 반가운 마음에 뒤돌아보니 네가 있을 곳에는 아련한 새벽달만이
ほととぎす鳴きつる方をながむればただ有明の月ぞ残れる
```

| 전임 도쿠다이지 긴요시 | 제3대 도쿠다이지 가 당주 | 후임 도쿠다이지 긴쓰구 |